# Meilichius nigricollis
Meilichius nigricollis es una especie de coleóptero de la familia Endomychidae.

## Distribución geográfica
Se encuentra Sumatra y Penang en (Borneo).